# ۱۱۵۱ (خورشیدی)
۱۱۵۱ هزار و صد و پنجاه و یکمین سال هجری خورشیدی است.

## زادگان
- ۱۵ شهریور -فتحعلی‌شاه قاجار؛ دومین پادشاه سلسله قاجاریه در ایران.